# Pietro Torrigiano
Pietro di Torrigiano d'Antonio, dit Pietro Torrigiano (Florence, 24 novembre 1472 - Espagne, août 1528) est un sculpteur italien de l'école florentine de la Renaissance italienne, actif en Italie, aux Pays-Bas, en Angleterre et en Espagne de 1492 à 1525.

## Biographie

### Famille et formation
Pietro di Torrigiano d'Antonio, dit Pietro Torrigiano naît à Florence le 24 novembre 1472 dans une famille de commerçants aisés ayant accédé à un titre de marquis dans la noblesse papale. Dans la Florence de Laurent le Magnifique, Pietro se forme auprès de Bertoldo di Giovanni, disciple de Donatello, aux côtés de Michel-Ange. Ses biographes rapportent qu’au cours d’une altercation avec ce dernier, il lui aurait cassé le nez, altérant définitivement le profil de son jeune condisciple,.

### Artiste et soldat
En 1491, à la suite de cet incident, Pietro quitte Florence et entame une vie itinérante,.
On le retrouve à Rome, en 1492, au service d'Alexandre VI entre 1493 et 1494. Il y travaille, sous la direction de Pinturicchio, aux stucs des plafonds de l'appartement Borgia. Un buste du pape, conservé à Berlin, est peut-être de sa main. Entre 1493 et 1494, il séjourne chez Stefano Coppi, recteur de San Salvatore in Suburra, qui offre trois bustes de sa main à l'hôpital Sainte-Fina (le Christ et sainte Fina en marbre, saint Grégoire en terre cuite). Parallèlement il travaille à la cathédrale de Sienne, où le cardinal Piccolomini achève sa chapelle funéraire. Pietro y réalise un saint François en marbre, inachevé,.
Vers 1500, on retrouve Pietro di Torrigiano à Rome, où il réalise très probablement (sous le nom de « Pedro Florentino ») trois petites portes en marbre à l'église de Santiago de los Españoles.
Il mène en parallèle une carrière militaire : en 1493, il sert comme soldat le duc Valentino pendant de la guerre de Romagne (1492-1500) ; de 1498 à 1499, il participe à la guerre entre Pise et Rome, sous les ordres du condottiere Paolo Vitelli ; en 1498, il est à Rome, si gravement malade qu’il rédige un testament dans lequel il mentionne les œuvres qu’il a jusqu’alors réalisées en Italie. Guéri, il rejoint l'armée et participe en 1503 à la bataille de Garellano, sous les ordres de Pietro de Médicis. Promu sous-lieutenant, il quitte l'armée et reprend son métier de sculpteur.

### Période anglaise

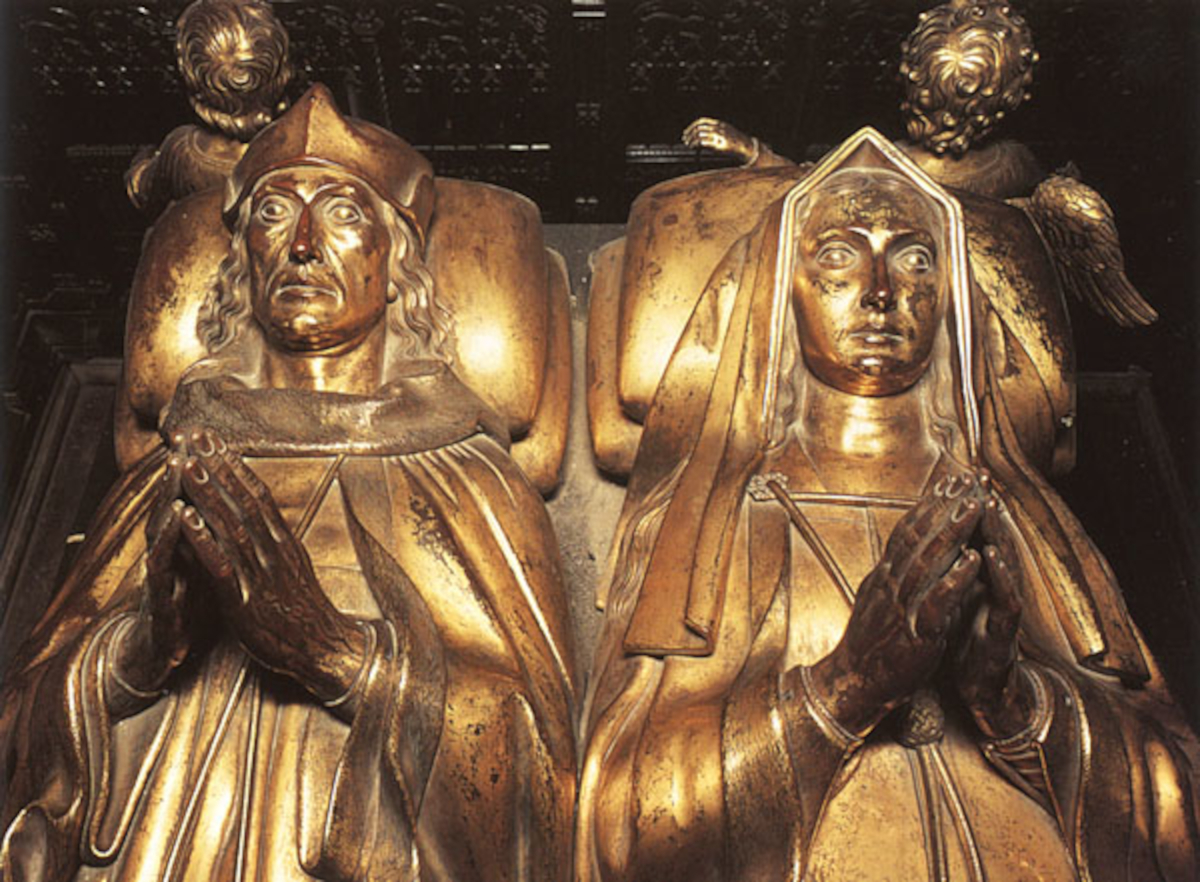
Effigies du roi Henry VII et d'Elizabeth d'York, abbaye de Westminster, Londres.

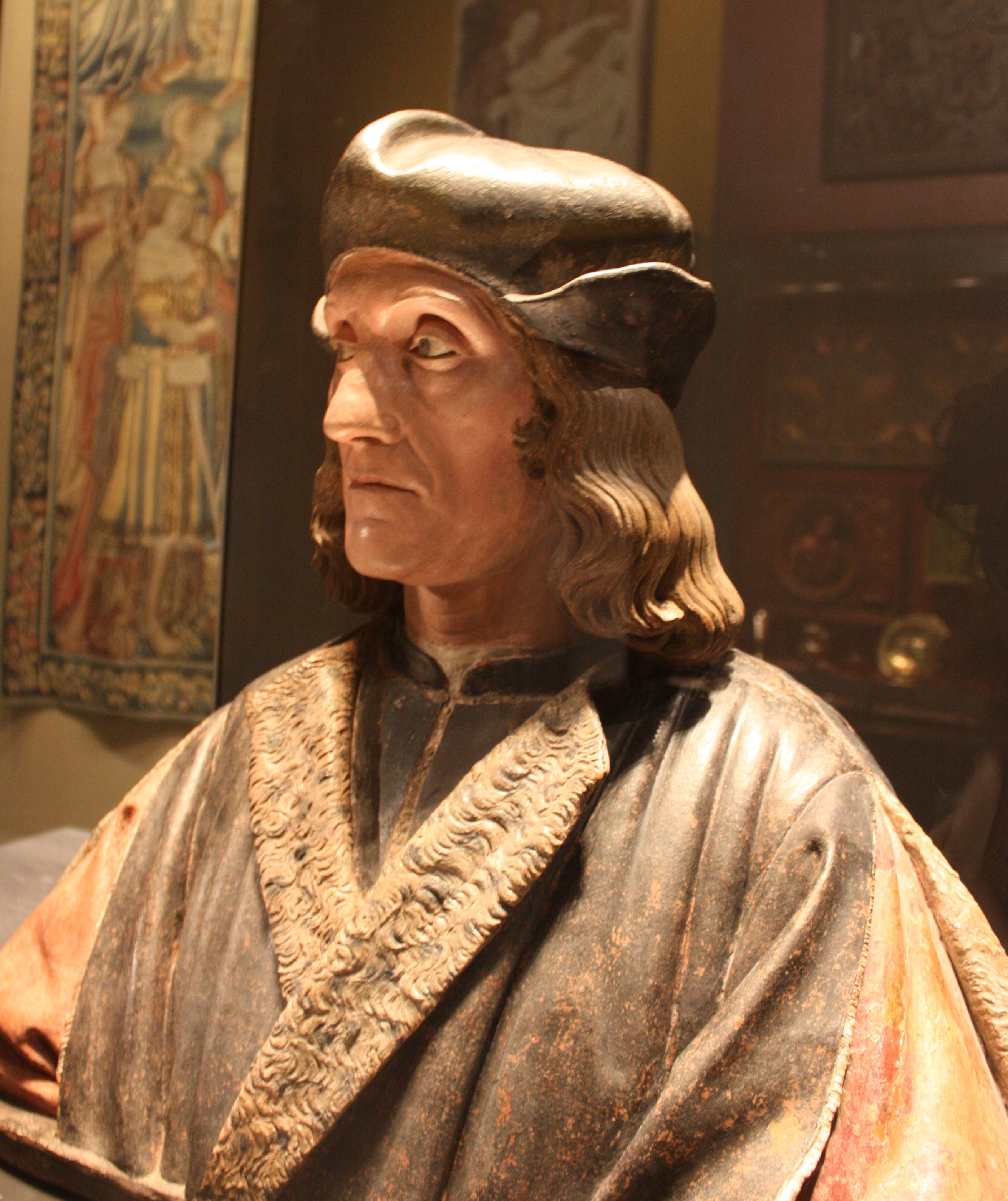
Buste d'Henry VII, terre cuite polychrome, abbaye de Westminster, Londres.

On perd sa trace quelques années avant de le voir réapparaître en Angleterre (vers 1509, il y réalise un buste d’Henri VII, mort la même année), où il introduit le style Renaissance italienne. Il y arrive via Florence, la France (un crucifix en terre cuite et polychrome lui est attribué à Avignon) et les Pays-Bas, où il séjourne et travaille à Anvers, Bruxelles et Bruges,.
Ses relations à la cour d'Henri VIII et la possible protection du cardinal Wolsey lui permettent de travailler pour l'abbaye de Westminster. Le 26 octobre 1512, il reçoit la commande du tombeau du roi Henri VII et de son épouse Elizabeth d'York (+1509). Torrigiano dessine un mausolée de marbre noir et blanc, avec bronzes et dorures. Des tondos encadrent des couples de saints en conversation, des lauriers et des « putti » tenant les boucliers en bronze doré de France et d'Angleterre. Pour l'autel de la chapelle funéraire royale, il réalise, en terre cuite polychrome, des reliefs de la Résurrection, de la Nativité, et du Christ gisant (œuvres aujourd’hui disparues),.
Il travaille également sur la tombe de la mère du roi Henri VII (Lady Margaret Beaufort, comtesse de Richmond, † 1509). Réalisée en marbre noir et bronze doré, partiellement polychrome, soit une synthèse entre son bagage italien et les traditions anglaises, encore marquées par le Moyen Âge. Le monument se trouve dans la Lady Chapel (maintenant Chapelle Henri VII) toujours visible à l'abbaye de Westminster,.
Il réalise un buste de John Fisher, évêque de Rochester (Victoria and Albert Museum). Au Metropolitan Museum de New York, il existe un buste que Pope identifie avec un jeune Henri VIII (le Musée lui-même estime qu'il s'agit de Sir Henry Guilford, l'écuyer en chef du monarque).
Il réalise le tombeau du Dr Young pour la Rolls Chapel (actuellement au Public Recorder Office de Londres).  On lui attribue aussi un médaillon de bronze représentant le profil de Sir Thomas Novell (vers 1518, à Westminster) et d’un autre représentant probablement John Colet, doyen de Saint-Paul.
En 1519, Henri VIII lui confie la conception de son propre monument funéraire (incluant son épouse Catherine d'Aragon. C'est à cette date qu'il retourne brièvement à Florence, pour y recruter des artistes capables de l’aider à mener à bien ce projet, qui avorte en raison du divorce d'Henri VIII et de Catherine d'Aragon.

### Période espagnole
Vers 1525, on retrouve Torrigiani en Espagne, peut-être à Grenade, plus probablement à Séville, où il travaille pour le monastère de San Jerónimo de Buenavista, auquel il laisse un saint Jérôme pénitent et une Vierge à l'Enfant (ou Vierge de Bethléem), tous deux au Musée des Beaux-Arts de Séville. D'autres œuvres ont été perdues, dont deux Crucifixions.

La Vierge à l'Enfant suscite une grande admiration et de nombreuses copies lui sont commandées, notamment par le duc d'Arcos. Au moment de livrer le résultat de son travail, Torrigiano, déçu par la gratification allouée, préfère détruire sa statue à coups de masse. Le duc le dénonce à l'Inquisition, qui l’emprisonne. Il finit ses jours en 1528, dans d'étranges circonstances, se laissant peut-être mourir de faim,.

Vierge à l'Enfant, terre cuite polychrome, Musée des beaux-arts de Séville.
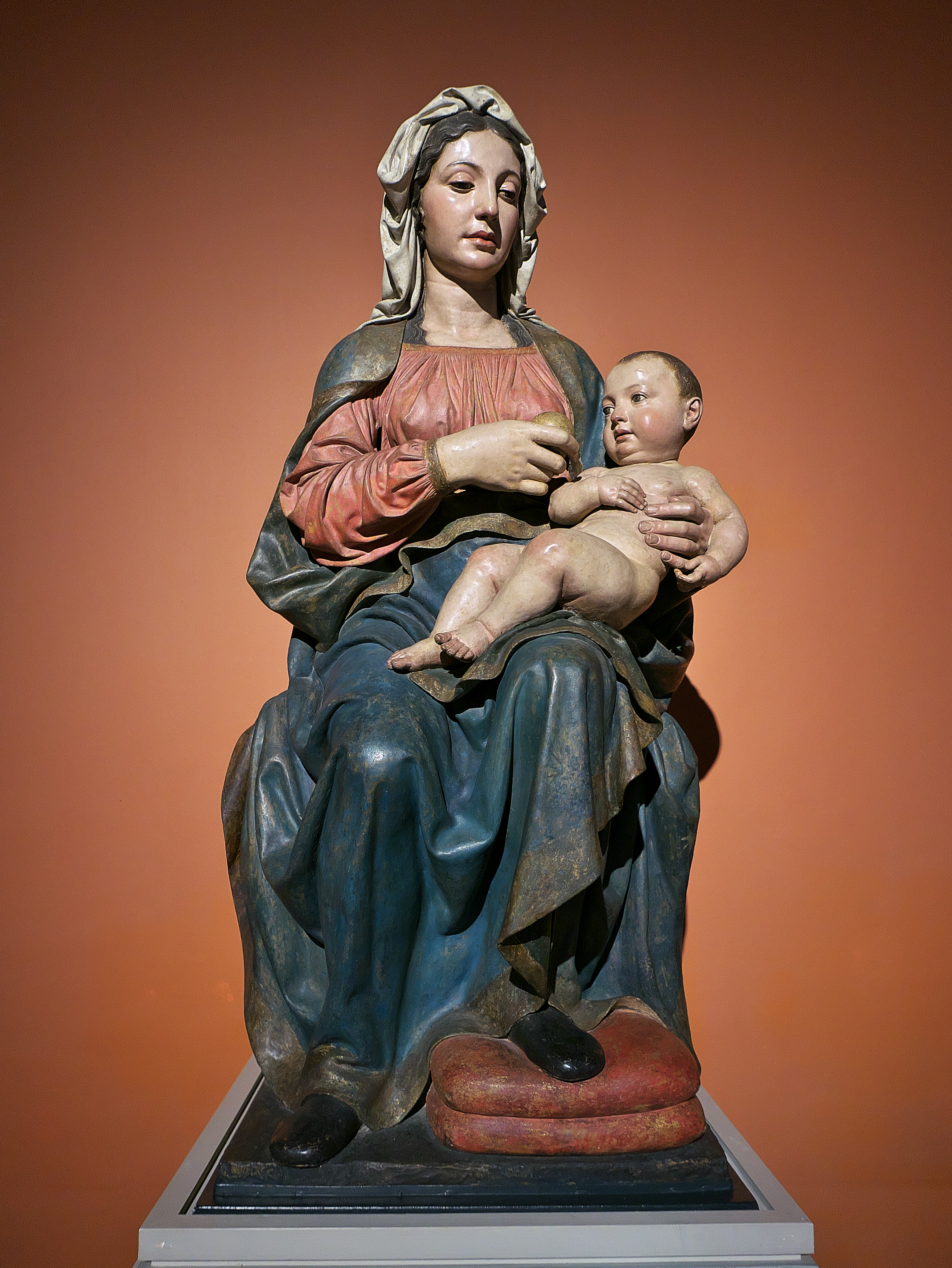
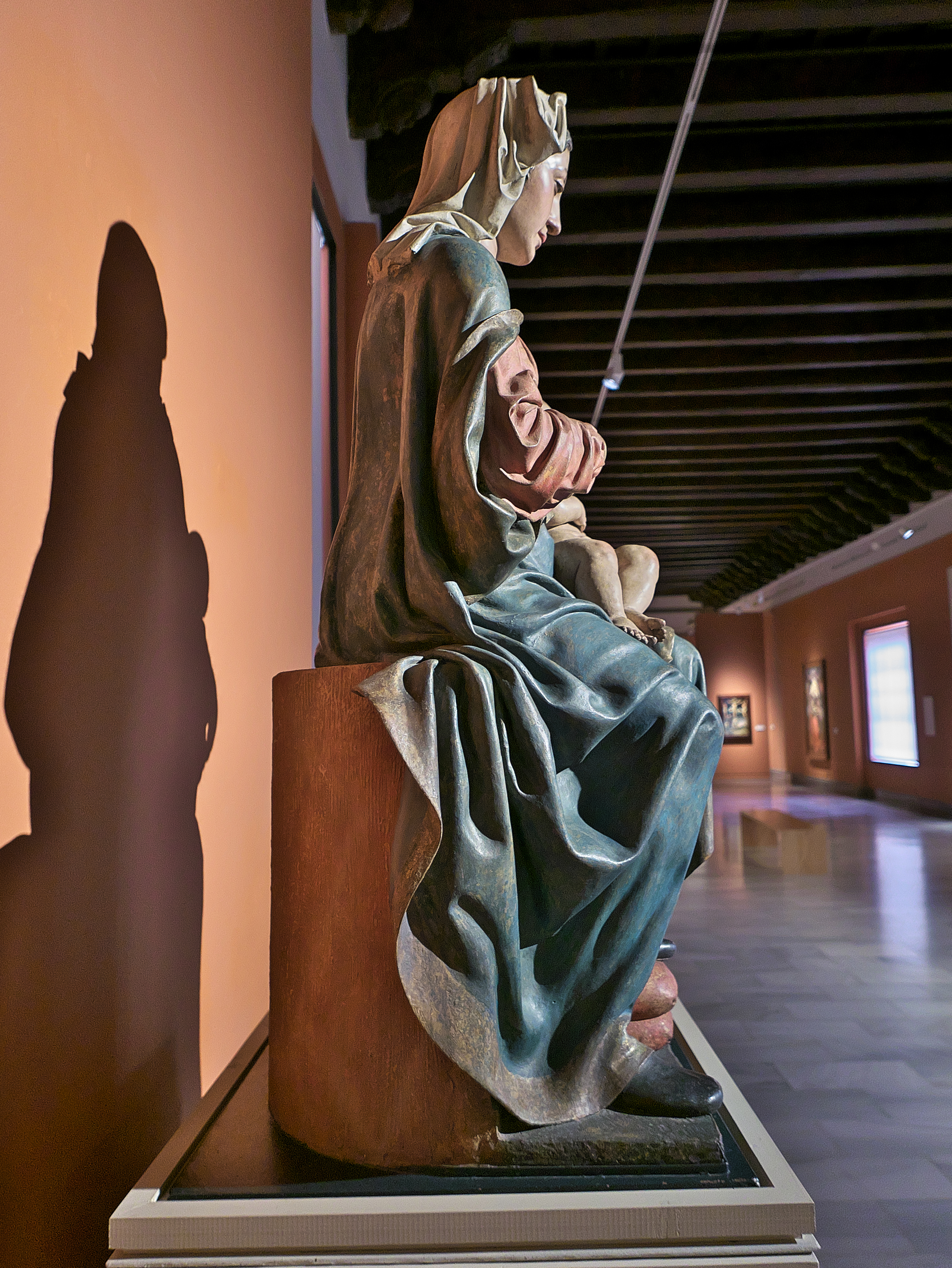
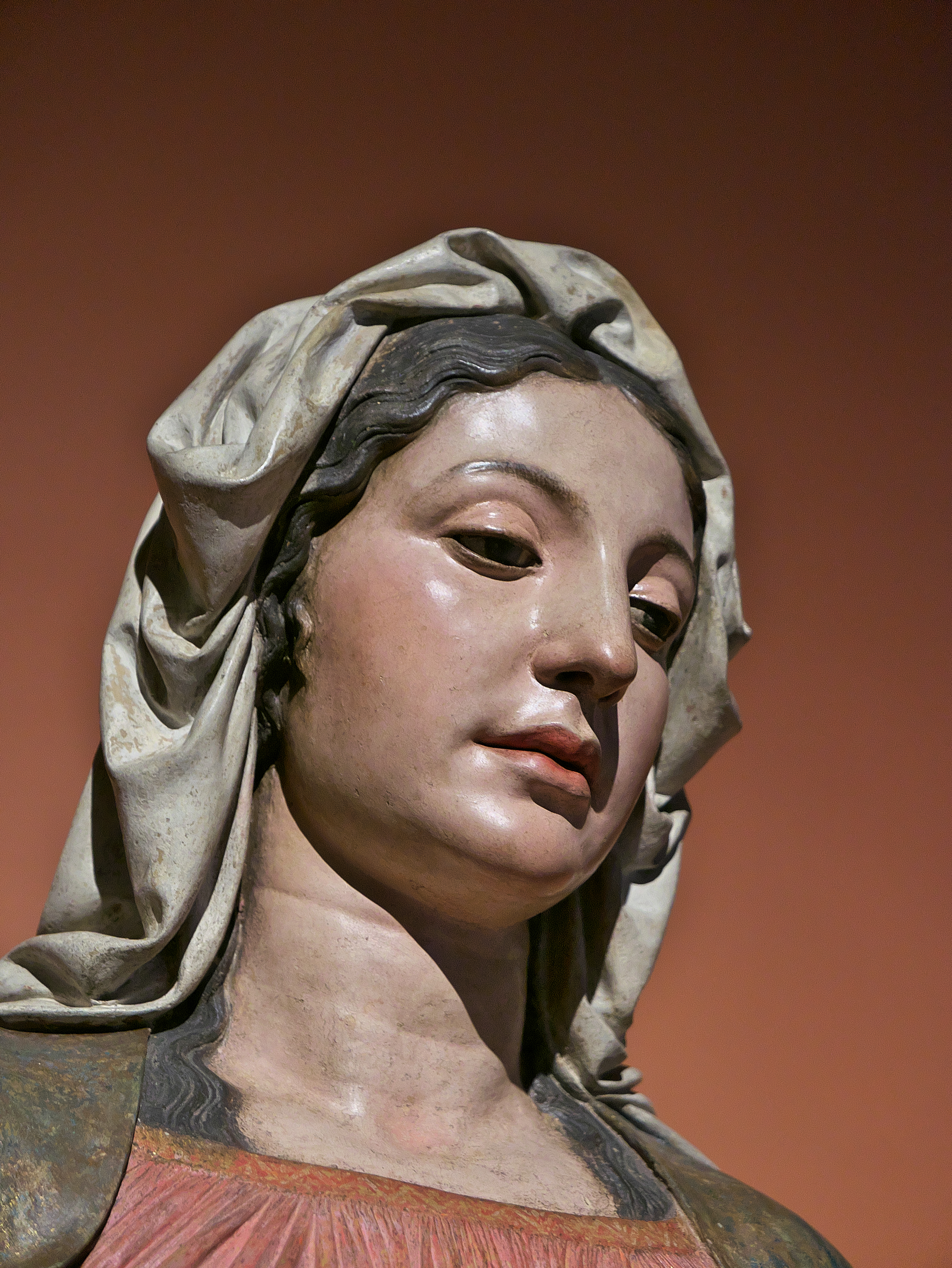
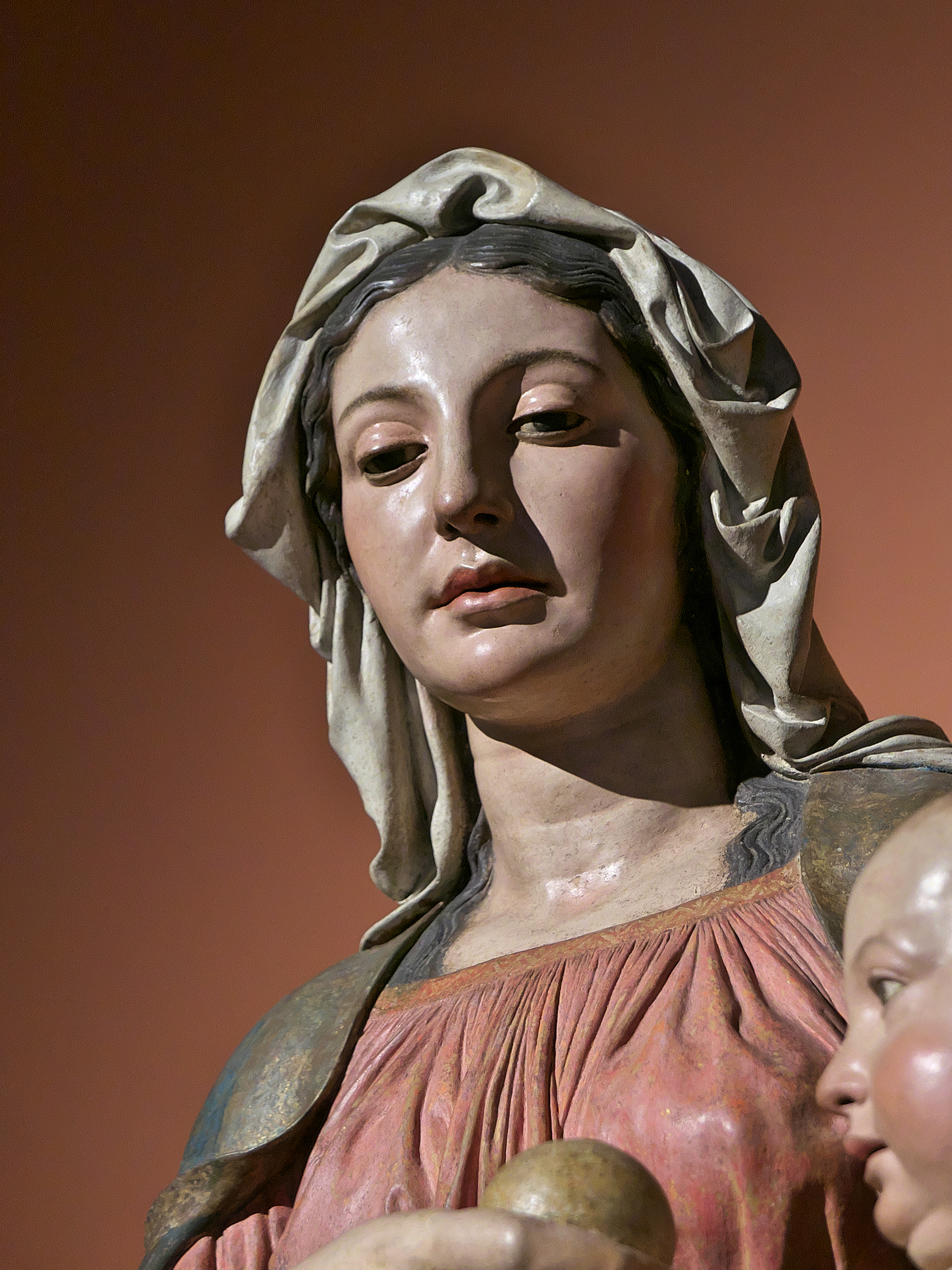

## Style
Selon Vasari et Cellini, qui nous ont laissé des éléments de biographie, Torrigiano est un artiste sérieux et accompli, un soldat courageux et de belle prestance, mais d’un caractère emporté.
Inspiré par les maîtres florentins, siennois et romains, le style de Torrigiano évolue lors de ses séjours aux Pays-Bas et en Angleterre. Sa Vierge à l’Enfant, froide et distante selon l’historien Hernández Perera, a été soupçonnée d’être empreintes d’un esprit protestant, et proche, par son naturalisme, du travail d’Albrecht Dürer sur le même sujet et à la même époque : la Vierge représentée sans attributs divins, habillée simplement et occupée à prendre soin d’un fils lui aussi humain. Certaines estampes de Dürer pourraient avoir inspiré Torrigiano, et on peut trouver des similitudes avec sa Vierge à la Poire. Torrigiano n’a cependant pas renoncé à célébrer la beauté de la Vierge et son aura spirituelle.

## Œuvres[1]
- Décoration des reliefs du plafond de la tour Borgia, salles papales, Vatican, Rome, 1493-1494.
- Saint François, chapelle Piccolomini, cathédrale, Sienne, 1493-1494.
- Buste d'Alexandre VI, Vatican, Rome, 1494 (disparu).
- Portrait en buste de Stefano della Torre, Rome, 1494 (disparu).
- Bustes du Christ, de sainte Fina et de saint Grégoire, Hôpital Sainte-Fina, Rome, 1494.
- Trois portes en marbre, église Santiago de los Españoles, Rome, 1500 (attribué).
- Reliefs, église Santiago de los Españoles, Rome, 1500 (attribué).
- Laude de Pedro Suárez de Guzmán, église Santiago de los Españoles, Rome, 1500 (attribué).
- Tombeau de l'évêque Valdés, église Santiago de los Españoles, Rome, 1500 (attribué).
- Crucifix, Avignon, 1504 (attribué).
- Restaurations sur un buste de Marie d'Angleterre (œuvre possiblement de la main de Torrigiano), Pays-Bas, 1509-1510.
- Buste d'Henri VII, Londres, 1509-1511.
- Buste de John Fisher, évêque de Rochester, Londres, 1509-1511.
- Monument funéraire de Lady Margaret Beaufort, comtesse de Richmond, Westminster (Angleterre), 1511.
- Buste de Sir Henry Guilford, écuyer en chef d'Henri VIII, Londres, 1509-1511.
- Monument funéraire du roi Henri VII et de son épouse Elizabeth d'York, Westminster (Angleterre), 1512.
- Autel de la chapelle funéraire du roi, reliefs de la Résurrection et de la Nativité, Christ gisant, Westminster, 1512 (disparu).
- Monument funéraire du docteur Young, pour la Rolls Chapel, Public Recorder Office, Londres, 1512.
- Portrait de Sir Thomas Novell, Westminster, 1518 ; portrait de John Colet, doyen de la St.Paul's School, Londres.
- Projet du monument funéraire d'Henri VIII et de Catherine d'Aragon, Londres, 1519 (non réalisé).
- Buste de l'impératrice Isabelle du Portugal, Séville, 1525 (disparue).
- Deux Crucifix, Monastère Jerónimo de Buenavista, Séville (disparus).
- Saint Jérôme pénitent, Monastère Jerónimo de Buenavista, Musée des Beaux-Arts, Séville, 1525.
- Vierge à l’Enfant, Monastère Jerónimo de Buenavista, Musée des Beaux-Arts, Séville, 1525.